# Muzej na prostem Zaprice
Muzej na prostem Zaprice je poleg gradu Zaprice v Kamniku. Spada v Medobčinski muzej Kamnik. Sem so prenesli nekaj lepih kašč in drugih stavb iz Tuhinjske doline. Najstarejša kašča je iz leta 1793. Kašče so bile zaradi nevarnosti požara postavljene ločeno od bivalne stavbe. V njih so kmetje  spravljali hrano, pa tudi obleko in podobne dragocenejše predmete, da bi ostali v primeru požara v bivalni stavbi.
|  |  |  |
|  |  |  |
|  |  |  |